# Javier de Rivera
Javier de Rivera Corsini (Las Palmas de Gran Canaria, 29 de julio de 1901-Madrid, 31 de marzo de 1993) fue un actor y director de cine español que participó en alrededor de 200 películas, alternado papeles protagonistas, secundarios o de figurante. Tras su primera etapa como actor dirigió La tempestad (1944) y Yebala (1949).

## Biografía
A los veinte años, tras finalizar la carrera de perito mercantil, se trasladó a Madrid para desarrollar su verdadera pasión: la interpretación. Comenzó como figurante para una serie de películas de José Buchs: Víctima del odio (1921), La señorita inútil (1921), La verbena de la Paloma (1921), Carceleras (1922) y La reina mora (1922). 
Paulatinamente empezó a conseguir papeles de mayor importancia y ya en el año 1925 obtuvo papeles protagonistas para filmes como El señor feudal de Agustín Díaz Carrasco, José de Manolo Noriega), Ruta gloriosa de Fernando Delgado, La sobrina del cura de Luis R. Alonso o Madrid en el año 2000 de Manolo Noriega, esta última una de las pocas películas de género de ciencia ficción del cine español. 
Ya convertido en un famoso actor, en 1926 protagonizó Malvaloca de Benito Perojo, El médico a palos de Sabino A. Micón, Luis Candelas o el bandido de Madrid de Armand Guerra, Los hijos del trabajo y La sirena del cantábrico, ambas de Agustín García Carrasco. 
Con la llegada del franquismo, su carrera actoral se vio paralizada, momento que aprovechó para probar suerte como realizador, dirigiendo La tempestad (1944) y Yebala (1948), ambas con escaso éxito de taquilla. A partir de entonces comenzó a trabajar como director de doblaje en los Estudios Cinearte de Madrid.
En la década de 1960 recupera su carrera como actor, aunque en papeles muy secundarios e incluso como figurante. Como nota curiosa, hay que destacar que compartió reparto con sus paisanos Fabián Conde en El ángel (1969) de Vicente Escrivá y con Charles Quiney en Plomo sobre Dallas (1970), en Los rebeldes de Arizona (1970), ambas de José María Zabalza y en Ivanna (1970) y La última aventura del Zorro (1970), las dos de José Luis Merino.
El 29 de enero de 1977 recibió por parte del Sindicato Nacional del Espectáculo el "Premio a la mejor labor masculina de toda una vida".
Falleció el 31 de marzo de 1993 en Madrid a los 91 años de edad en condiciones precarias y prácticamente olvidado.

## Filmografía (selección)
- El sobre verde (1971)
- Rififí en la ciudad (1963)
- Vampiresas 1930 (1962)
- Gritos en la noche (1962)
- Se vende un palacio (1943)
- Jai-Alai (1940)
- Luis Candelas (1936)
- La farándula (1936)
- Madrid se divorcia (1935)
- Sol en la nieve (1934)
- El último contrabandista (1934)
- El héroe de Cascorro (1929)
- El gordo de Navidad (1929)
- La copla andaluza (1929)
- Viva Madrid, que es mi pueblo (1928)
- El médico a palos (1928)
- El tren o La pastora que supo amar (1927)
- El tonto de Lagartera (1927)
- Los hijos del trabajo (1927)
- Baixant de la Font del Gat (1927)
- Las de Méndez (1927)
- Malvaloca (1926)
- La sirena del Cantábrico (1926)
- Luis Candelas o El bandido de Madrid (1926)
- La sobrina del cura (1926)
- El señor feudal (1925)
- Madrid en el año 2000 (1925)
- Ruta gloriosa (1925)
- Los granujas (1925)
- La mala ley (1924)
- Sangre española (1924)
- Venganza isleña (1923)
- Problema resuelto (1923)
- Los guapos (1923)
- Crac y compañía  (1923)
- Alma de Dios (1923)
- Doloretes (1923)
- La reina mora (1922)
- Carceleras (1922)
- La señorita inútil (1921)
- La verbena de la Paloma (1921)
- Víctima de la calumnia (1921)